# Dorothee Berthold
Dorothee Berthold (* 17. August 1954 in Magdeburg) ist eine deutsche Politikerin (Bündnis 90/Die Grünen) und war Abgeordnete im Landtag von Sachsen-Anhalt.
Dorothee Berthold absolvierte nach dem Abitur ein Studium zur Diplom-Pharmazieingenieurin und war anschließend in ihrem Beruf tätig. 
Berthold gehört der Partei Bündnis 90/Die Grünen seit 1994 an. Sie engagierte sich zunächst kommunalpolitisch im Gemeinderat von Röcken von 1998 bis 2002, seitdem im Stadtrat von Lützen sowie seit 2007 im Kreistag des Burgenlandkreises. Am 27. Juli 2015 rückte sie für Dietmar Weihrich in den Landtag nach.